# Phyllotreta undulata
Phyllotreta undulata là một loài bọ cánh cứng trong họ Chrysomelidae. Loài này được Kutschera miêu tả khoa học năm 1860.